# Mici economii...
Mici economii... este o operă literară scrisă de Ion Luca Caragiale. A fost publicată pentru prima dată în ziarul Universul la 27 octombrie 1900.